# Паперове моделювання

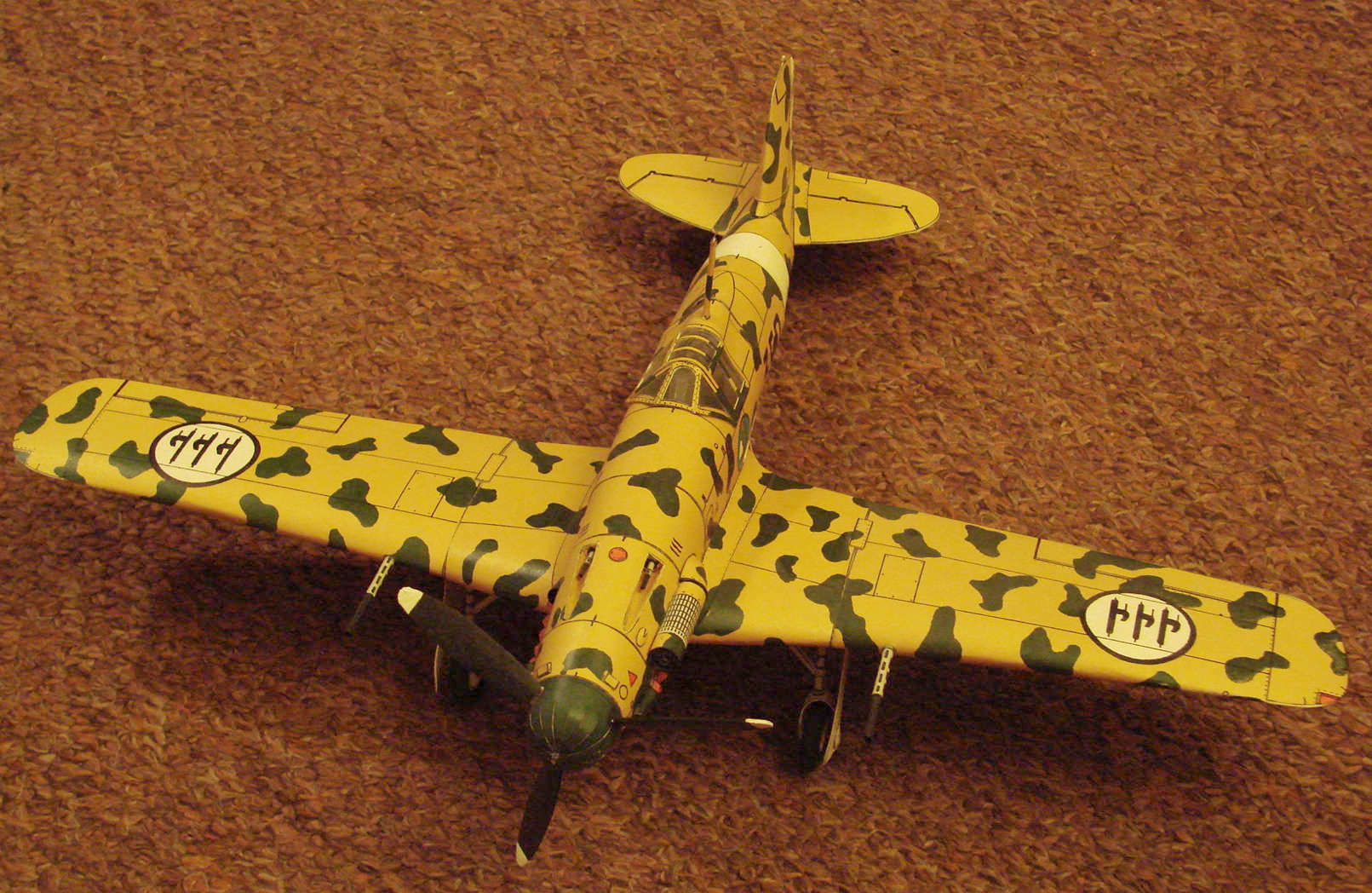
Моделей з паперу Літак Fiat G-55

Паперове моделювання, що також називаються «карткові моделі» або «папекура», це моделі
зроблені в основному з листів твердого паперу, картону, кольорових листівок або пінопласту.

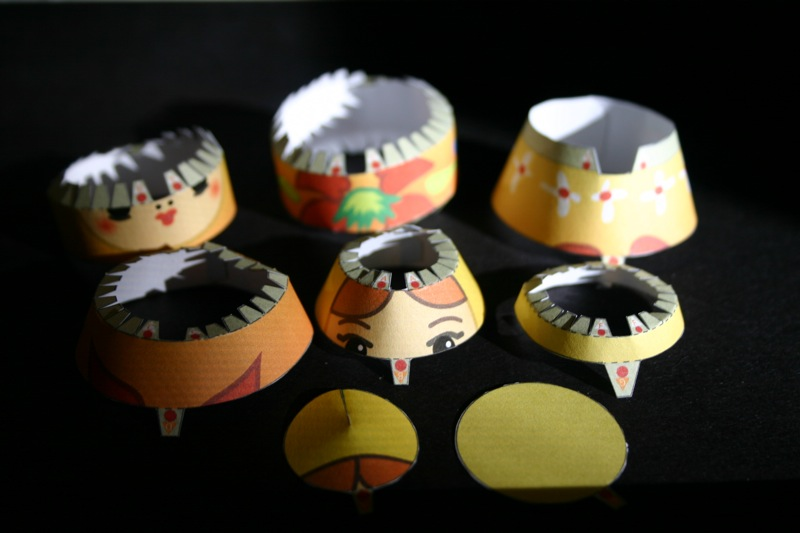
Елементи паперової матрьошки

## Подробиці

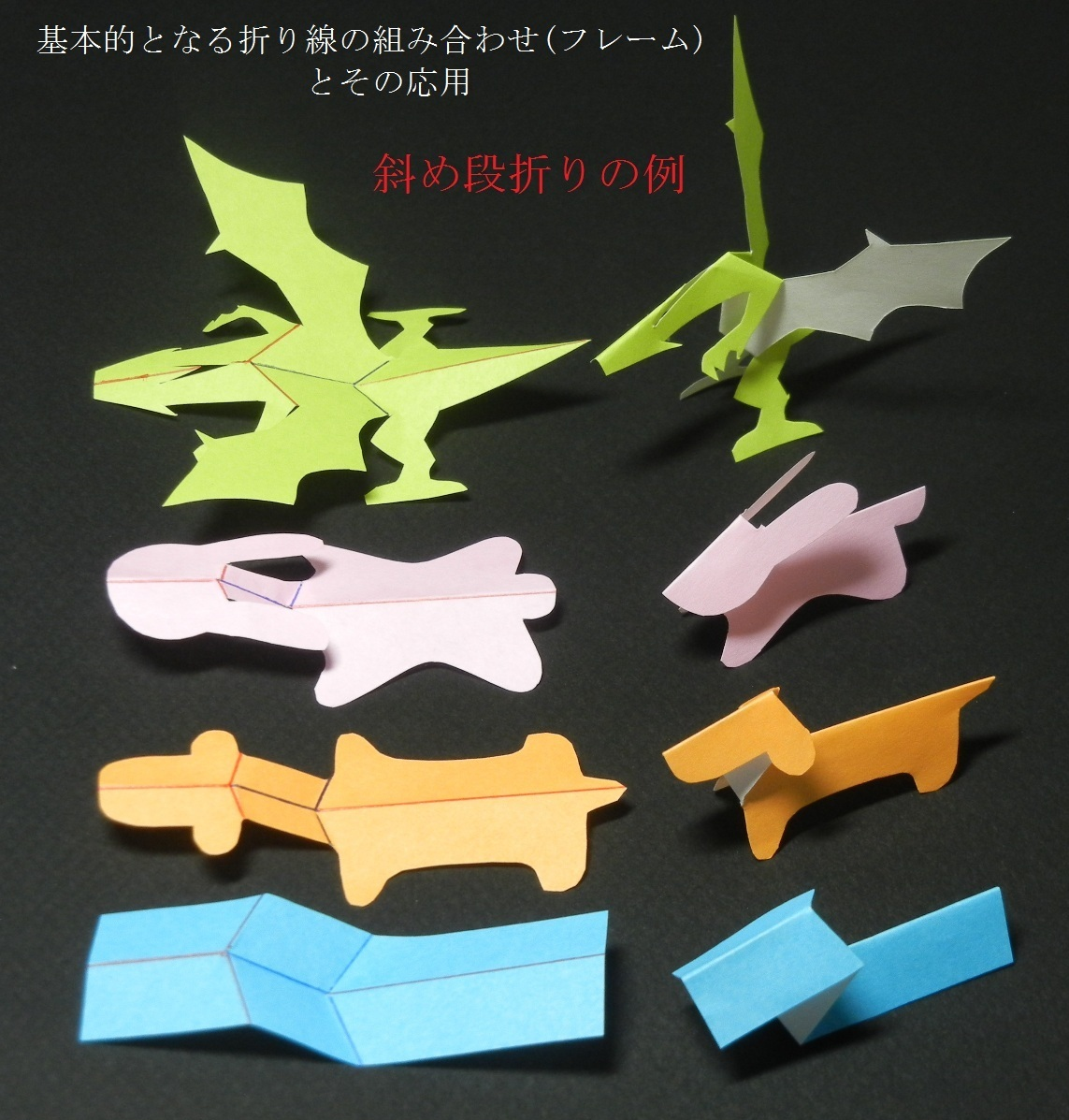

Мається на увазі широка категорія, в тому числі оригамі та моделювання з картону. Оригамі це техніка створення моделей з паперу шляхом згинання одного листа паперу без використання клею або ножиць в той час як інша техніка кіригамі дозволяє. Моделювання з цупкого паперу і картону дозволяє створювати масштабні моделі із роздрукованих аркушів, на яких нанесені частини, з яких збирається модель, як правило в кольорі. Деталі необхідно вирізати, скласти і склеїти в необхідних місцях. Папекура це мистецтво поєднання цих типів моделей для побудови складних витворів, наприклад натільних лицарських обладунків, персонажів в натуральну величину і точних моделей зброї та транспортних засобів.
Іноді частини моделі вже можуть бути вибиті на папері. Для зручності лінії згинання на краях можуть бути нанесені заздалегідь. Частини як правило склеюються за допомогою полівінлацетатного клею («ПВА»). У такого типу моделях грані, як правило, вже мають нанесений малюнок, але деякі любителі часто можуть вдосконалювати моделі розмальовуючи деталі на них. Для того, щоб продовжити життя моделі, модель можна покрити лаком або заповнити спрей-піною. Застосовувати ескізи для паперових моделей також можна і для створення робіт і з інших матеріалів.

## Історія
Перші паперові моделі з'явилися у Франції в XV столітті разом із виникненням технології серійного друку. Перші картинки вирізали у формі квадратів і наклеювали на кубики для навчання дітей. Приблизно в той самий час у художників з'являється такий спосіб створення портрету, як вирізання профілю замовника з паперу. Пізніше цей напрямок в мистецтві назвали «витинанка», а вирізані профілі «витинанками». Не цуралися цього способу і відомі художники типу Іллі Рєпіна, адже він не вимагав таких витратних матеріалів, як фарби та полотно, тому досить широко розповсюдився в народі. Сьогодні у великих містах також можна зустріти вуличних майстрів, які пропонують за 2-3 хвилини вирізати профіль будь-кого з охочих. Так зародилося 2D-моделювання, яке й нині має популярність серед колекціонерів на рівні з тримірними моделями. Винахід у 1786 році літографії дало поштовх для розвитку паперового моделювання. Поступово моделі ускладнювались і до них додавали нові й нові деталі. На початку XIX століття з'являються перші тримірні моделі з паперу. Німецька компанія JF Schreiber company в 1831 році починає масове виробництво тримірних моделей із картону. У Японії починає розвиватися такий вид мистецтва, як «оригамі», тобто виготовлення предметів із паперу, який згинають у спеціальний спосіб.
Великий пік захоплення картонним моделюванням був наприкінці 19 на початку 20 століття, хоча через масове виробництво наборів для збирання моделей із дерева та металу до кінця 20-х років він пішов на спад. Але з початком другої світової війни помітно зменшився випуск дерев'яних і металевих моделей, у той час як паперові знову почали завойовувати популярність.
Сьогодні моделювання з паперу знову на пікові популярності через низьку собівартість порівняно з пластиковими та металевими моделями. Ще одна перевага паперових моделей над пластиковими — відсутність необхідності їхнього розфарбовування, адже викрійки паперових моделей уже розфарбовані і з нанесеними відповідними текстурами. Це не означає, що підфарбовувати і фарбувати окремі елементи моделі взагалі не потрібно. Для якісного збирання моделі зазвичай необхідно підфарбовувати місця склеювання деталей, щоб вони не впадали в око й не псували вигляд моделі. Та разом із тим зробити подібне підфарбовування значно легше, ніж повністю розфарбувати модель.

## Журнал
- Mały Modelarz — Видання засновано 1957 року.[1]
- Modelik — Видавництво Modelik з'явилося на ринку порівняно недавно — лише в 1990 році
- Orlik — польське видавництво, засноване в 2003 році.[2]
- Академія юного моделіста — українське видавництво, засноване в 2012 році.[3]
- «Паперове моделювання» — «Орел» — видавництво (місто Херсон, Україна), що випускає журнал «Паперове моделювання», що містить розкрій деталей на картонних аркушах формату А-4 для складання однієї моделі. Цими моделями можуть бути літаки, кораблі і бронетехніка в різних масштабах, будівлі, автомобілі та вантажівки. На кожну модель видавець визначає ступінь складності, який позначають шкалою на титульному аркуші[4]

| № | Журнал                   | Засновано | Країна видання | Місто        | Мова       | Вебсторінка           | Посилання                       |
| - | ------------------------ | --------- | -------------- | ------------ | ---------- | --------------------- | ------------------------------- |
| 1 | Mały Modelarz            | 1957      | Польща         | Варшава      | польська   | mazowszelok.pl        | laras-paper.com paper-models.ru |
| 2 | Modelik                  | 1990      | Польща         | Грифіно      | польська   | modelik.pl            | laras-paper.com paper-models.ru |
| 3 | Бумажное моделирование   | 2004      | Україна        | Херсон       | російська  | www.papermodeling.net | laras-paper.com paper-models.ru |
| 4 | Академія юного моделіста | 2012      | Україна        | Київ         | українська | samorobkin.com.ua     | laras-paper.com                 |
| 5 | Orlik                    | 2003      | Польща         | Чанець       | польська   | sklep.orlik-models.pl | paper-models.ru                 |
| 6 | WAK                      | 2005      | Польща         | Вроцлав      | польська   | www.wak.pl            |                                 |
| 7 | Дом Бумаги               | 2001      | Україна        | Хмельницький | російська  | homepaper.com.ua      | laras-paper.com                 |